# Matobosaurus validus
Espèce
Synonymes
- Gerrhosaurus validus Smith, 1849
- Gerrhosaurus robustus Peters, 1854
- Gerrhosaurus ciprianii Scortecci, 1930
- Gerrhosaurus validus damarensis Fitzsimons, 1938

Matobosaurus validus est une espèce de sauriens de la famille des Gerrhosauridae.

## Répartition
Cette espèce se rencontre en Zambie, au Malawi, au Mozambique, au Zimbabwe, au Botswana, au Swaziland et en Afrique du Sud.

## Description

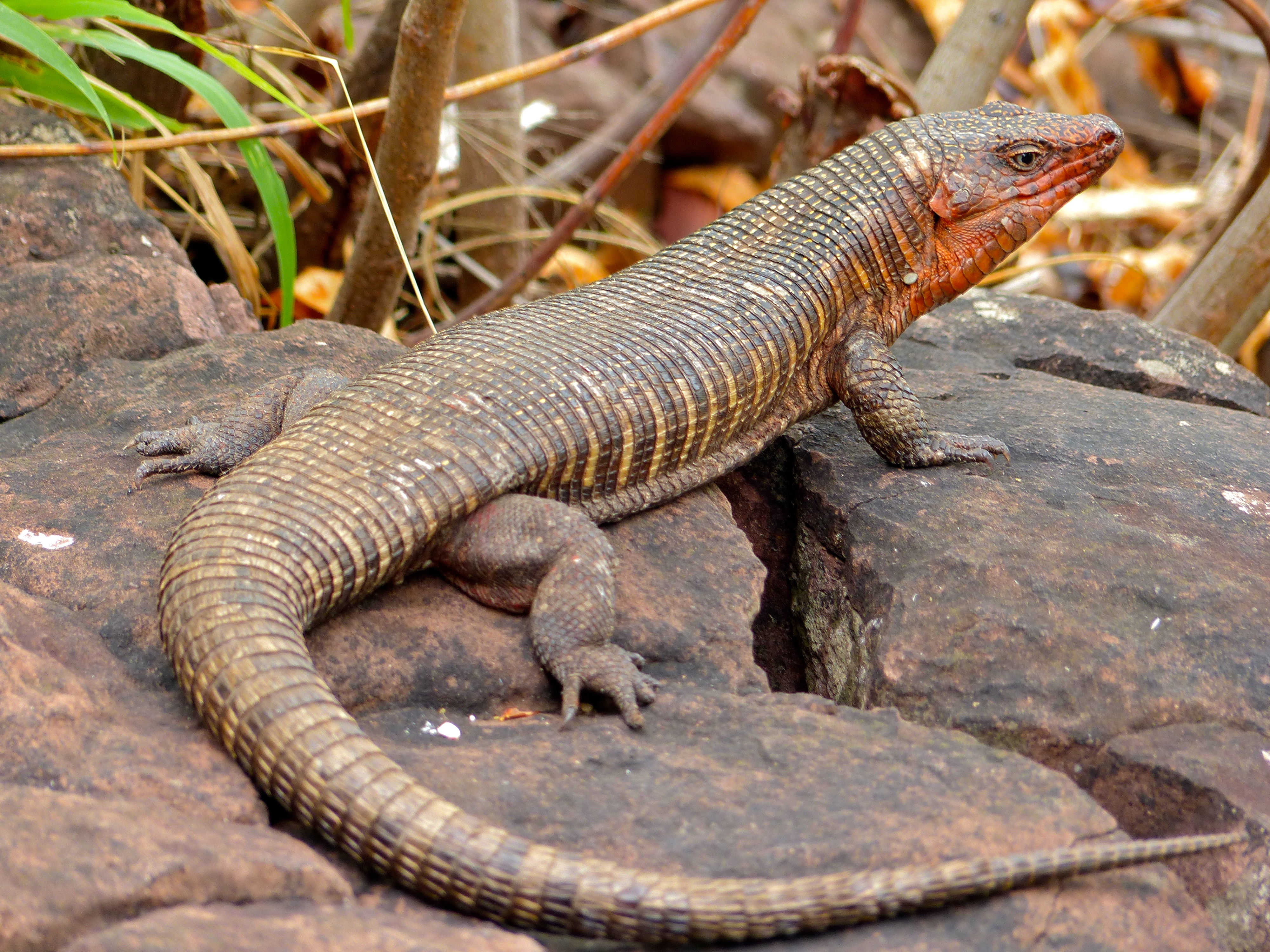
Matobosaurus validus
(Parc national Kruger, Afrique du sud)

Cette espèce est ovipare.

## Taxinomie
Cette espèce a été décrite par Andrew Smith en 1849 et initialement placée dans le genre Gerrhosaurus sous l’appellation binominale Gerrhosaurus validus. Elle a été déplacée dans le genre Matobosaurus créé en 2013.
La sous-espèce Gerrhosaurus validus maltzahni a été élevée au rang d'espèce dans le genre Matobosaurus.
Matobosaurus validus et Matobosaurus maltzahni sont les deux seules espèces du genre Matobosaurus.

## Publications originales
- Smith, 1849 : Illustrations of the Zoology of South Africa; Consisting Chiefly of Figures and Descriptions of the Objects of Natural History Collected during an Expedition into the Interior of South Africa, in the Years 1834, 1835, and 1836. vol. III. Reptilia. Part 27. London, Smith, Elder, & Co.

## Galerie

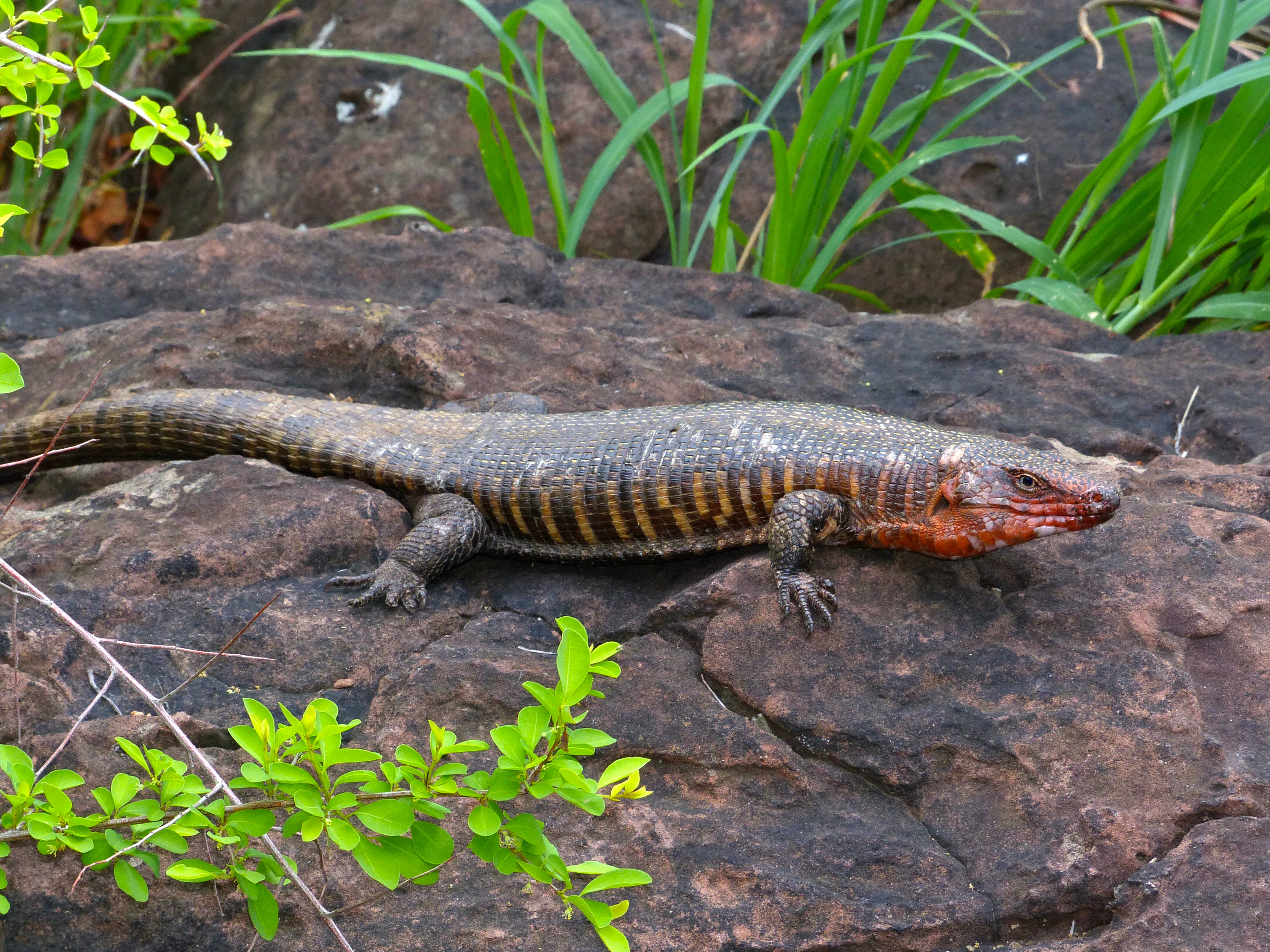
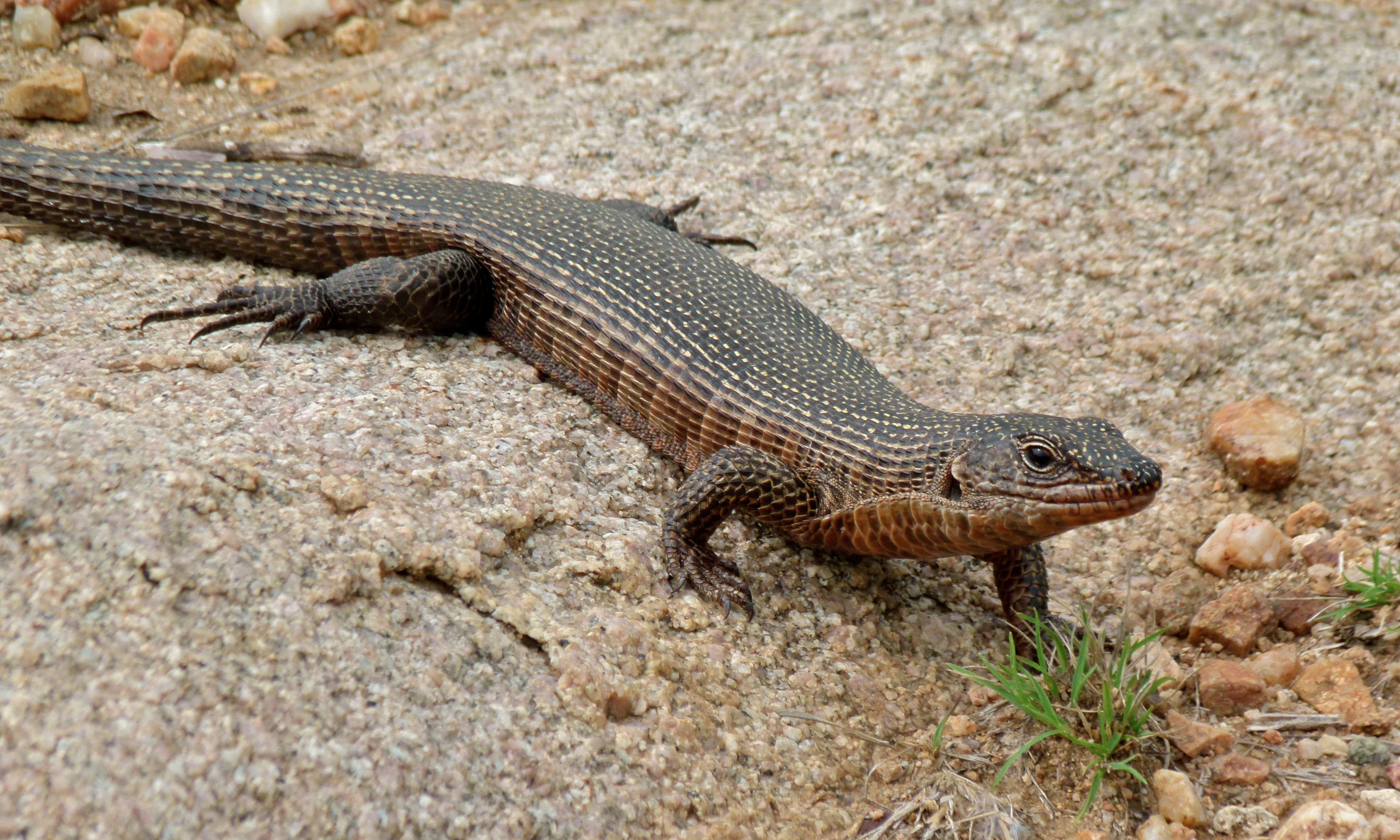
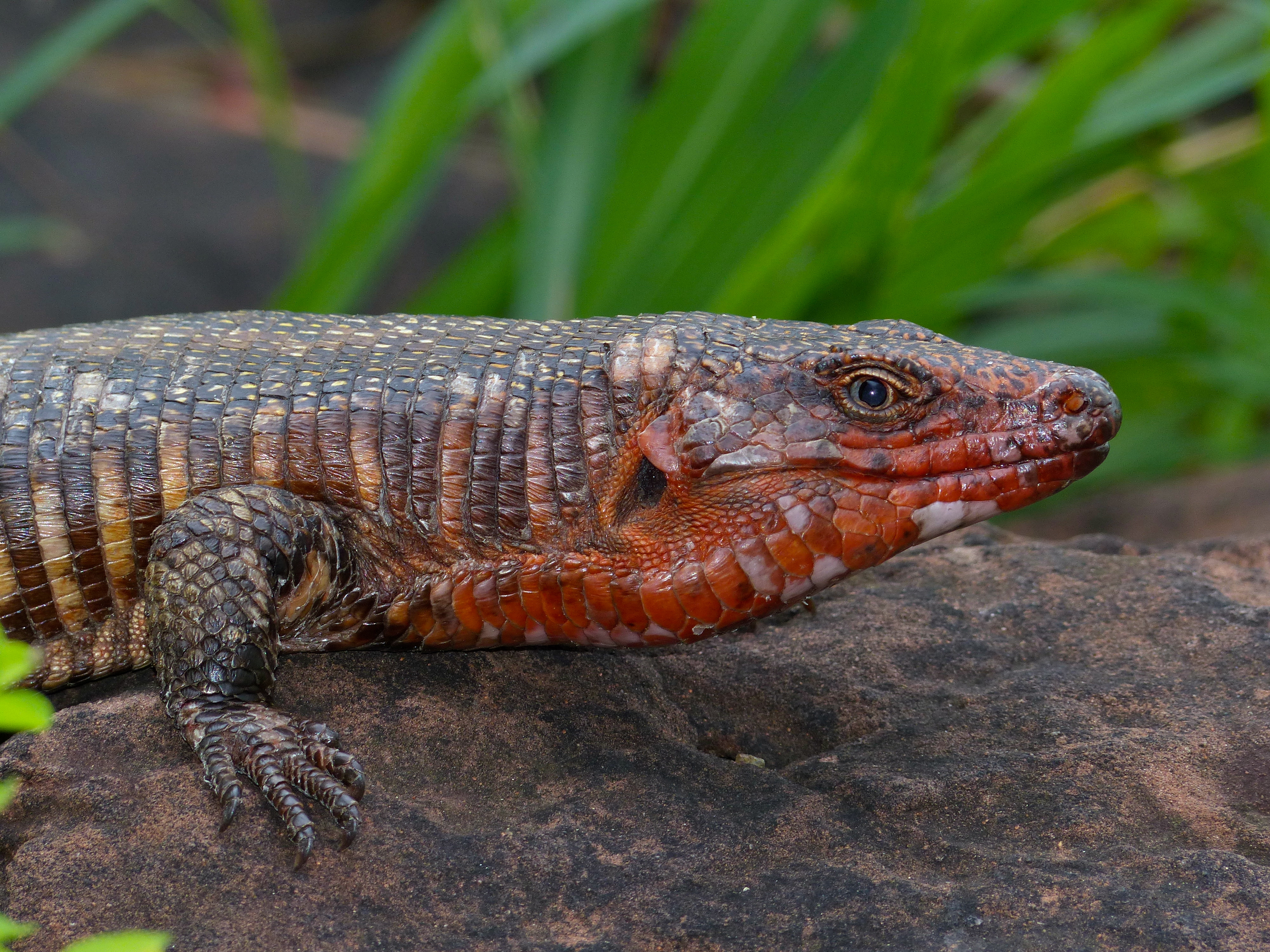
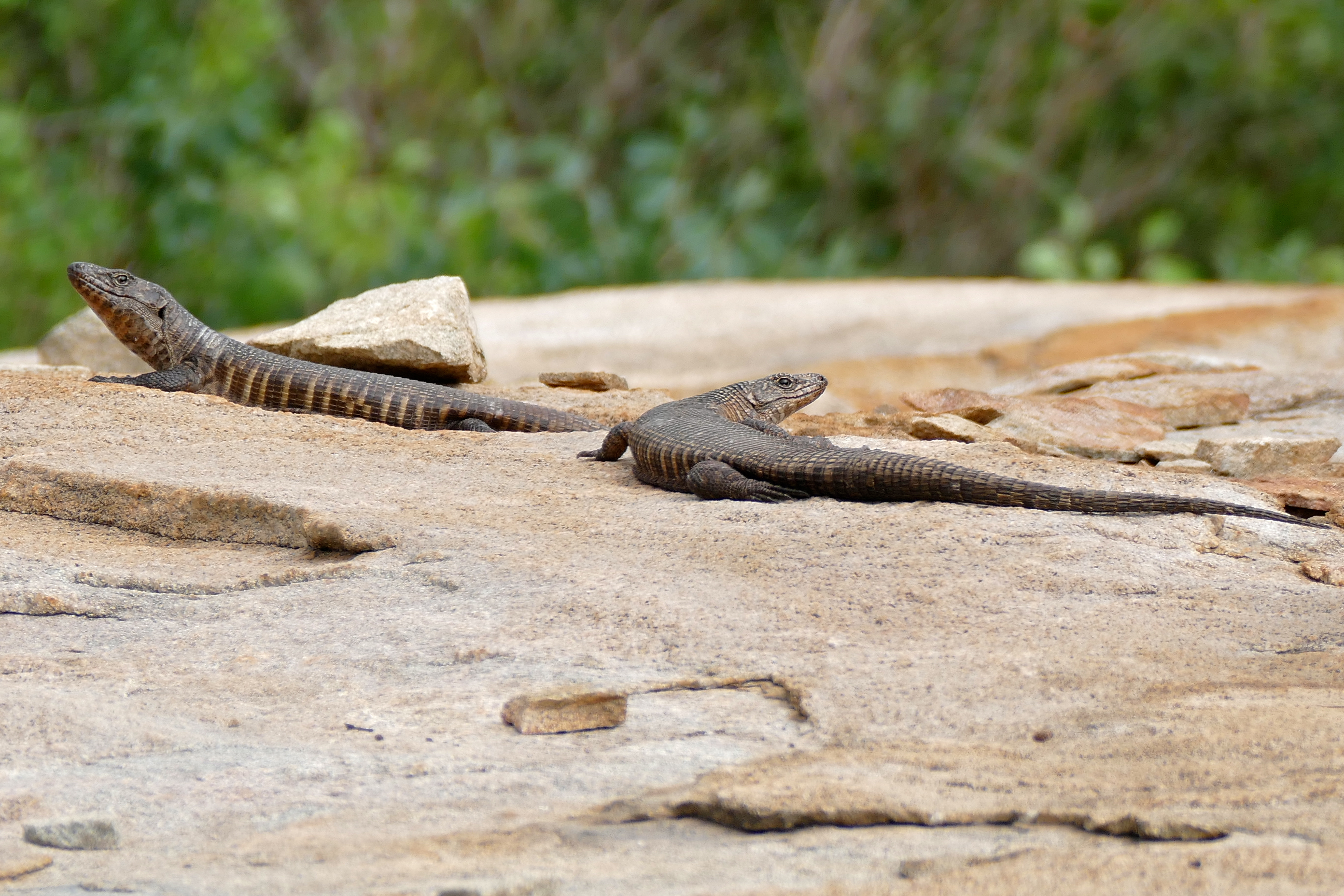
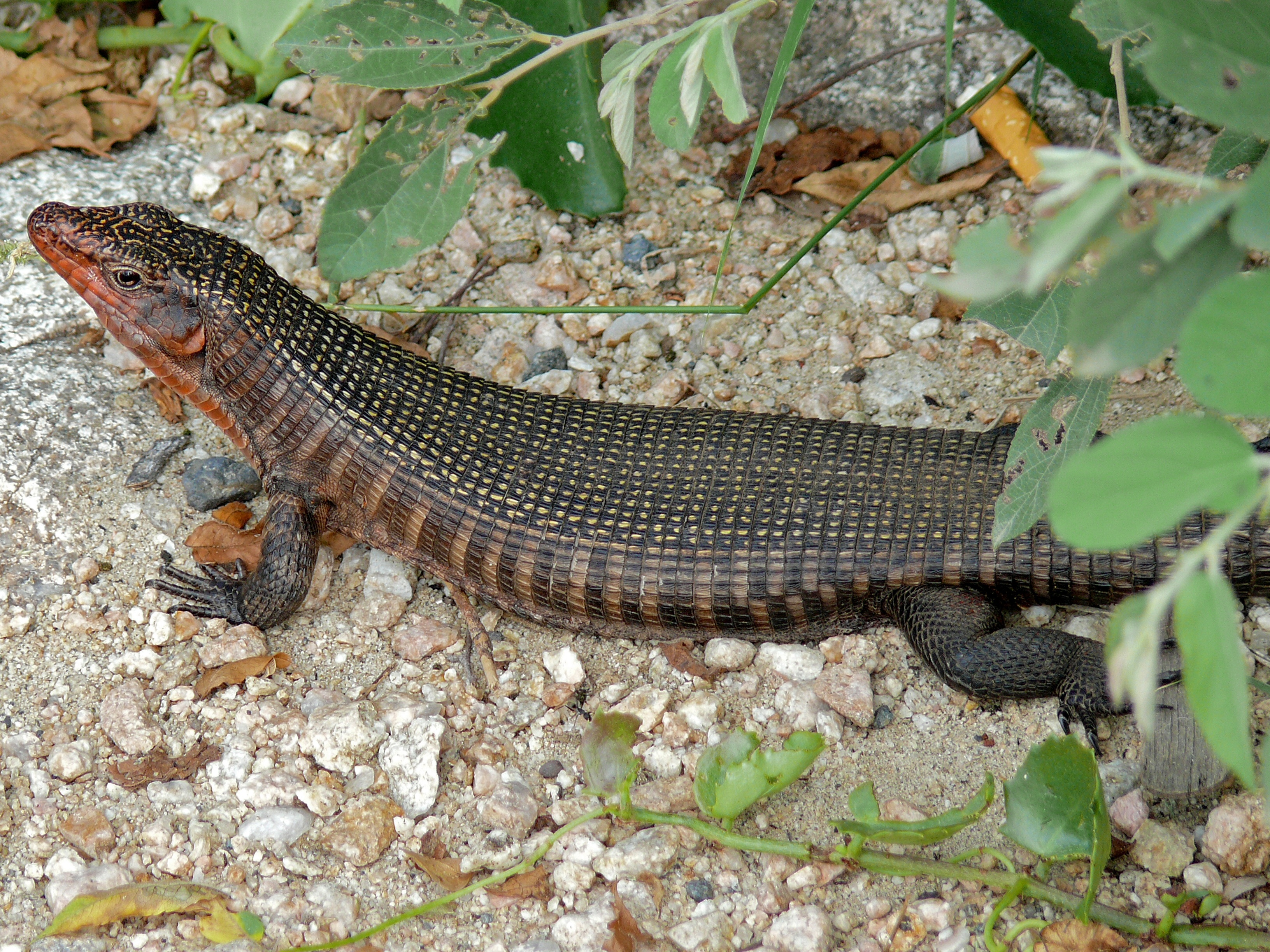